# 第41
第41（羅馬化：Sorok pervyy）為1956年上映的蘇聯電影，改編自鮑里斯·拉甫列涅夫的同名小說。由格里戈里·丘赫萊伊執導，伊佐爾達·伊茲維茨卡婭和奧列格·斯特里仁諾夫主演。故事背景設定在俄國內戰期間，描述一名紅軍女狙擊手和一名白軍軍官之間的悲劇愛情故事。

## 劇情
1919年，俄國內戰期間，一支被白軍擊敗的紅軍倖存部隊，被迫逃往卡拉庫姆沙漠。已經擊殺38名敵軍的紅軍女性狙擊手「瑪麗亞」也在這支倖存部隊中。此後，他們突襲了一支白軍的運輸隊，突襲期間，瑪麗亞取得了她的第40個擊殺數，當她射向白軍軍官，以取得她的第41個擊殺數時，她卻沒有命中。他們將這名白軍軍官活捉並審問之後，得知他是一名白軍中尉，名叫戈沃魯哈·奧特羅克（Govorukha-Otrok），他帶著海軍上將亞歷山大·瓦西里耶維奇·高爾察克要給安東·伊萬諾維奇·鄧尼金將軍的信，信中說戈沃魯哈有口信要帶給達拉瑟諾（Dratsekno）將軍。瑪利亞受命監視戈沃魯哈。在一個大雪夜，隨行的吉爾吉斯人將他們搶來的駱駝偷走了，他們在沙漠中徒步前進，之後他們來到一個吉爾吉斯村落，酒足飯飽後，瑪麗亞決定將他們在沙漠中的經歷寫成詩，戈沃魯哈對瑪麗亞身為一個漁夫的獨女竟然會寫詩而感到印象深刻。由於代步的駱駝被偷走，率領他們的指揮官決定讓瑪麗亞和另外兩名士兵，經由鹹海押解戈沃魯哈到它們位於卡札里斯克的指揮部，出發前指揮官囑咐瑪麗亞：「要是碰到白匪，不要讓他們把戈沃魯哈活著帶回去」。出海後，他們的船碰到了暴風雨，另外兩名士兵被捲入海中，他們的船也被打翻，之後瑪麗亞和戈沃魯哈漂流到了一個無人島。上岸後，戈沃魯哈病倒了，瑪利亞細心的照料他。戈沃魯哈清醒後，十分感激瑪麗亞的照料，並稱她是魯賓遜漂流記裡的星期五。在無人島上的這幾天，兩人之間萌生愛意，快樂的忘記了戰爭的存在。之後他們在海上看到了一艘帆船，兩人起初以為是漁船，但戈沃魯哈發現那是白軍，興奮地向船跑去，瑪利亞迫於無奈，往戈沃魯哈的背開了一槍，然後痛苦的跑入海中，抱著戈沃魯哈的屍體痛哭。

## 演員
- 伊佐尔达·伊兹维茨卡娅（英语：Izolda Izvitskaya），女主角，飾演瑪麗亞·「瑪柳特卡」·費拉托娜（Maria 'Maryutka' Filatovna）。
- 奥列格·斯特里仁诺夫（英语：Oleg Strizhenov），男主角，飾演瓦迪姆·尼古拉耶維奇·戈沃魯哈-奧特羅克（Vadim Nikolaevich Govorukha-Otrok）中尉。
- 尼古拉·克留奇科夫，飾演紅軍指揮官阿爾辛提·耶斯科夫政委（Commissar Arsentiy Yevsyukov）。

## 製作
早在1927年，葉科夫·保達則諾夫就曾以鲍里斯·拉甫列涅夫的小說「第41」為基礎，拍攝了同名默片。本片由格里戈里·丘赫萊伊執導。莫斯科電影製片廠起先不願接受編劇科爾圖諾夫，認為紅軍和白軍的愛情故事是不合適的，因此在開拍前劇本前後修改了六次。不過，丘赫萊伊獲得了名導演伊萬·培利耶夫和米哈伊爾·伊里奇·羅姆的支持。在一次討論劇本的會議上，羅姆說：「太好了!讓少女和敵人墜入愛河，然後再把敵人殺死」。之後，劇本通過審查並開始拍攝。
1956年春季到夏季間，電影大部分的場景在土庫曼的土庫曼巴希和裏海完成拍攝。

## 發行
1956年上映後，該片在蘇聯吸引了2510萬的觀眾，為當年蘇聯第十大票房電影。在第12屆到15屆的莫斯科電影製片廠年輕電影製作人嘉年華中，該片獲得了最佳電影、最佳男主角和最佳電影製作人獎。1957年愛丁堡國際電影節，該片獲得榮譽獎。在1957年第10屆坎城影展中，獲得金棕櫚獎提名並贏得評審團獎。

## 外部連結
- 互联网电影数据库（IMDb）上《Sorok pervyy》的资料（英文）